# Euploea semicirculus
Euploea semicirculus är en fjärilsart som beskrevs av Butler 1866. Euploea semicirculus ingår i släktet Euploea och familjen praktfjärilar. Inga underarter finns listade i Catalogue of Life.